# Kindermann József Károly
Kindermann József Károly, Karl Joseph Kindermann (Zsámbék, 1744. március 4. – Bécs, 1801. október 16.) utazó és térképkészítő.

## Élete
Zsámbékon született, ahol atyja a gróf Zichy-féle birtok inspektora volt. Miután Kindermann a bölcseleti tantárgyakat a pesti egyetemen bevégezte, atyja Bécsbe küldte az orvosi tudományok hallgatására, mihez azonban legkisebb hajlama sem volt; atyjának fenyegetései dacára abbahagyta a tanulást és vágyait követve, 1768-ban vándorútra indult. Prágán, Drezdán és Berlinen át Hamburgba érkezett; onnét Hollandiába ment, ahol a keletindiai holland-társulat ügynöke rábeszélésére a társaság szolgálatába állott és állomáshelyére a Jóreménység foka felé vitorlázott. Itt ismeretei és szorgalma által megnyerte Henny alkormányzónak becsülését és szeretetét, akinél titkári teendőket végzett. Természetrajzi tanulmányai és kutatásai összeköttetésbe hozták őt több híres emberrel, így Buffonnal is, akinek több természetrajzi tárgyat küldött; különösen külföldi madarak gyűjtésében fejtett ki nagy tevékenységet. Időközben kibékült atyjával és a vele való sűrű levélváltás fönntartotta hazájával az összeköttetést. Az utazási vágy megragadta őt és Ceylonba vitorlázott; azonban az ottani éghajlat rosszul hatott egészségére és néhány hét mulva visszatérni kényszerítette. Visszautaztában betegen, csaknem félholtan feküdt és a hajósnép durvaságának volt kitéve, akik halálát lesték, hogy holmiain osztozkodhassanak. Ez mélyen hatott kedélyére és a honvágy lepte meg; a társaságnak fölmondta a szolgálatot és hat évi távollét után 1774-ben holland földre lépett. Útközben megtudta, hogy atyja elköltözött Stájerországba, ahol súlyos betegen fekszik. Kindermann sietett Judenburgba, ahol atyja tartózkodott; azonban mire oda érkezett, az már nem volt az élők közt. Letelepedett tehát az atyja után örökölt birtokon és a mezei gazdálkodás mellett az irodalommal foglalkozott, főleg második hazájának Stájerországnak ismertetésének szentelve idejét. Később Grazba tette át lakását, ahol 1787-től 1800-ig szerkesztette a Grätzer Zeitungot, végül pedig egy meghívásnak engedve Bécsbe költözött.
Arcképe: rézmetszet Kühn J.-től az Archiv für Geographie und Statistik (Wien) 1801. évf.

## Munkái
- Historischer und geographischer Abriss des Herzogthums Steyermark. Gratz. 1778. (3. kiadás 1787. Uo.).
- Der Freund des steyermärkischen Volks. Uo. 1787. 4 kötet.
- Beiträge zur Vaterlandskunde für Innerösterreichs Bewohner. Uo. 1790. Két kötet.
- Geographisches Handbuch von Frankreich. Uo. 1791.
- Vollständige Anweisung des Schachspiels ... zu erlernen. Uo. 1795. (2. kiadás 1801., 3. k. 1819. Uo.)
- Repertorium der steyermärkischen Geschichte, Geographie, Topographie, Statistik und Naturhistorie. Uo. 1798.

Kiadta a Vaterländischer Kalender der Steiermärker 1801-re és 1802-re.
Szerkesztette a Gratzer Zeitungot 1787-től 1800-ig.
Térképeket is készített: az osztrák tartományokról 12 darabot; az osztrák nemzetiségek térkép-atlaszából hat térkép készült el; a földgömb térképét is elkészítette. Végül 1799-ben a Welsperg Fülöp gróf kormányzó által a déli időpont meghatározására a grazi várhegyen felállított meridiánt is ő helyezte el.